# نقل الطبقة 2
نقل طبقة 2 ( بالفرنسية transfert de couche 2) هو بروتوكول شبكة خاصة افتراضية متقادم الآن تمَّ تطويره في الأصل من طرف سيسكو سيستمز و نورتل وشيفا.
تم دمجه في نظام تشغيل الشبكات البينية.وكان يُستخدَمُ لنقل جلسات بروتوكول الربط بين نقطتين بين خوادم الوصول إلى الشبكة لتجميعها على خادم الوصول إلى الشبكة الأساسي عند استخدام بروتوكول الربط بين نقطتين متعدد الروابط.
تم وصف هذا البروتوكول في RFC 23412.
وهو يعتمد على بروتوكول حزم بيانات المستخدم ويستخدم المَنْفَذ رقم 1701 والبروتوكول الذي خَلَفَهُ هو بروتوكول الأنفاق في الطبقة الثانية.